# Tommy Ramone

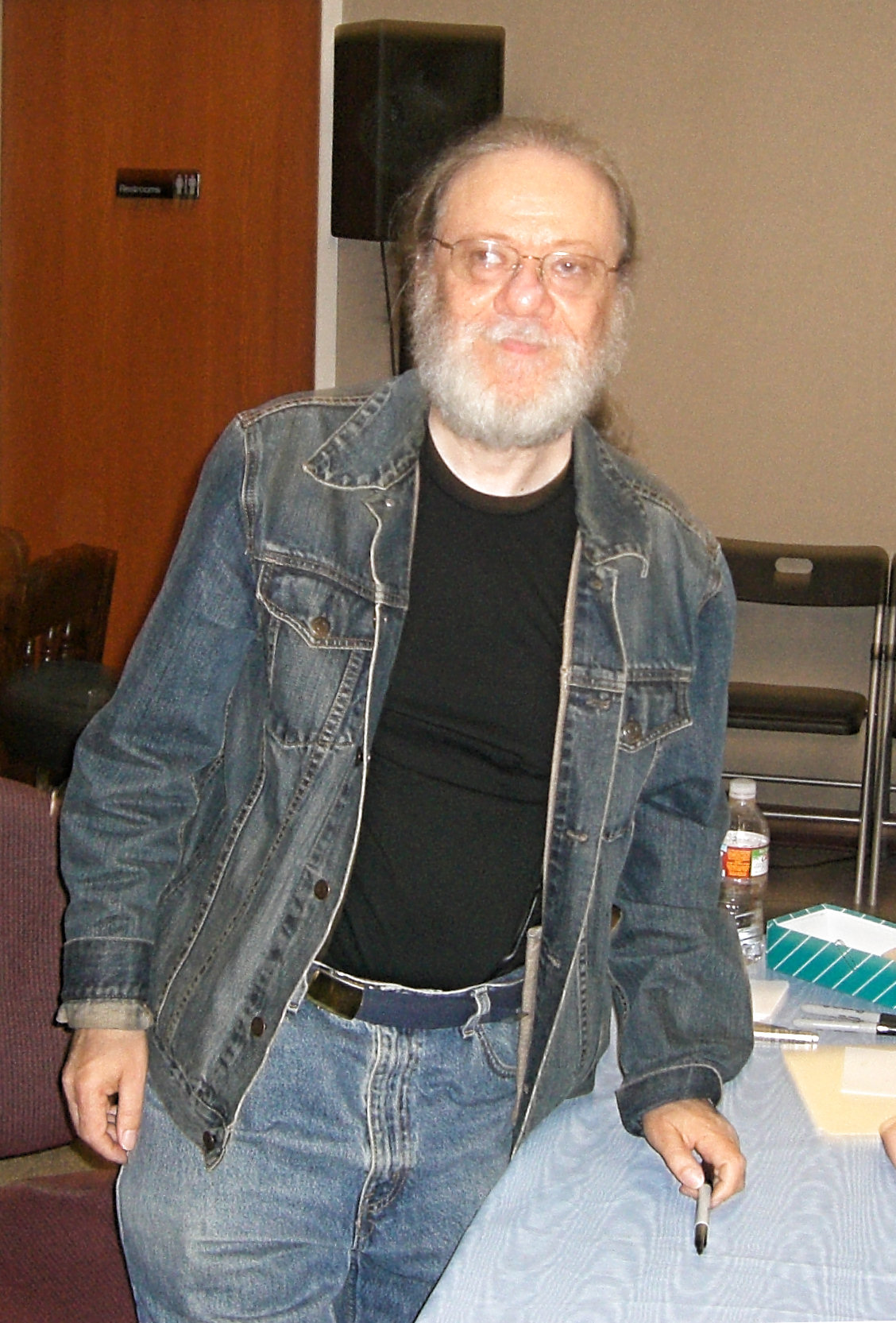
Tommy Ramone während einer Autogrammstunde im Jahr 2008

Tommy Ramone, eigentlich Tamás Erdélyi, (* 29. Januar 1949 in Budapest, Ungarn; † 11. Juli 2014 in Queens, New York City) war ein ungarisch-US-amerikanischer Musiker. Er war Gründungsmitglied, Schlagzeuger und Produzent der Punkrock-Band Ramones. Er war das letzte lebende Mitglied aus der Anfangszeit der Gruppe. Erdélyi war unter seinem bürgerlichen Namen (als Thomas Erdélyi, auch verkürzt zu T. Erdélyi) auch für seine Tätigkeit als Produzent für andere Interpreten bekannt. Neben Schlagzeug spielte er Gitarre, Banjo, Fiddle und Mandoline. In den Jahren vor seinem Tod hatte er sich der Musikrichtung Bluegrass zugewandt.

## Leben

### Vor den Ramones
Tamás Erdélyi entstammt einer jüdischen Familie, die den Holocaust überlebte.
Im Jahr 1956, unmittelbar nach dem Einmarsch sowjetischer Truppen als Reaktion auf den Ungarischen Volksaufstand, war die Sippe (ursprünglicher Nachname Grunewald, später durch die ungarische Bezeichnung für Siebenbürgen ersetzt) aus Budapest über Österreich in die USA emigriert. Grund dafür waren zunehmende antisemitisch motivierte Diskriminierungen in ihrem Heimatland. Die Familie ließ sich in New York City nieder. Tamás Erdélyi besuchte die Forest Hills High School im Stadtteil Forest Hills des New Yorker Bezirks Queens. Dort freundete er sich mit den späteren Gründungsmitgliedern der Ramones an; alle drei waren seine Mitschüler und lebten in seiner Nachbarschaft. Mitte der 1960er-Jahre war er als Gitarrist zusammen mit John Cummings (später bekannt als Johnny Ramone) Mitglied der Schülerband Tangerine Puppets. Nach der Schulzeit arbeitete er zunächst als Toningenieur und gründete mit seinem Freund und späteren Tour Manager der Ramones, Monte Melnick, das Tonstudio Performance Studio in Midtown Manhattan. Ebenfalls gemeinsam mit Melnick war er zwischen 1967 und 1973 Mitglied der New Yorker Hard-Rock-Bands Triad und Butch, in denen er E-Gitarre spielte.

### Gründer, Schlagzeuger und Produzent der Ramones
Anfang der 1970er-Jahre entwickelte Erdélyi, beeinflusst durch die simpel strukturierte Rockmusik der New York Dolls den Plan, eine Rockband zu gründen, die mehr Wert auf Spielfreude als auf Virtuosität legen sollte: „Als ich die Dolls sah, dachte ich, wow das ist interessant. Hier ist eine Band, die nicht besonders gut spielen kann, aber sie sind das aufregendste und unterhaltsamste, was es gerade gibt. […] Ich hatte diese Freunde in Forest Hills und dachte, es wäre großartig, mit diesen Typen eine Band zu gründen.“ Im Februar 1974 konnte er seine ehemaligen Schulfreunde John Cummings (E-Gitarre) und Douglas Colvin (später Dee Dee Ramone, E-Bass) dazu überreden, sich (erneut) Musikinstrumente zuzulegen und eine Band zu gründen. Erster Schlagzeuger der neuen Gruppe wurde Jeffrey Hyman (später bekannt als Joey Ramone). Ebenso von Erdélyi stammte das künstlerische Konzept der Band. Der erste Live-Auftritt der Ramones (als Trio) fand am 30. März 1974 in Erdélyis Performance Studio statt. Nachdem Hyman auf Erdélyis Anregung vom Schlagzeug zum Gesang gewechselt war, brauchte die Band einen neuen Schlagzeuger. Erdélyi stellte sich als geeignet für die Aufgabe heraus, da seine simple Spielweise als Anfänger am Instrument den Stil der übrigen Band ideal ergänzte. Mit seinem Eintritt in die Gruppe legte er sich wie die übrigen Bandmitglieder den Künstlernamen Ramone zu und nahm das Pseudonym Tommy Ramone an. Zu Beginn der Bandkarriere war er der Berater der Gruppe, der auch für die Eigenwerbung der Band verantwortlich war. Tommy Ramone schrieb die Ramones-Komposition I Wanna Be Your Boyfriend sowie den Großteil des Liedes Blitzkrieg Bop (begonnen unter dem Arbeitstitel Animal Hop), die beide auf dem Debüt-Album der Band veröffentlicht wurden. Blitzkrieg Bop wurde mit seinem Schlachtruf „Hey-ho, let’s go!“ zu einem der bekanntesten Stücke der Band und zu einem ihrer Markenzeichen.
Neben seiner Rolle als Schlagzeuger war Tommy Ramone aufgrund seiner Studioerfahrung an der Produktion des ersten Albums Ramones (1976) beteiligt. Bei den nächsten Alben der Band, Leave Home (1977), Rocket to Russia (1977), Road to Ruin (1978) und It’s Alive (1979), war er Hauptproduzent – in Kooperation mit Tony Bongiovi bzw. Ed Stasium. 1978 verließ er nach einer ausgiebigen Tour durch die USA die Band wegen Erschöpfung und konzentrierte sich auf seine Arbeit als Produzent. Er wurde von Marc Bell, vormals Schlagzeuger bei Richard Hell and The Voidoids abgelöst, der von da an als Marky Ramone bekannt wurde. Tommy Ramones letzte Veröffentlichung als Schlagzeuger der Ramones ist das bereits 1977 aufgenommene Live-Album It’s Alive. Im Jahr 1984 arbeitete er zum letzten Mal als Produzent für die Gruppe und produzierte gemeinsam mit Ed Stasium deren Studioalbum Too Tough to Die.

### Post-Ramones und Solowerk
Im Jahr 2002 wurde zu Ehren des im Jahr zuvor an Krebs verstorbenen Joey Ramone der Song The Bowery Electric des New Yorker Musikers Jed Davis aufgenommen, bei dem Tommy Ramone für Percussion und Produktion verantwortlich war. The Bowery Electric ist die einzige Aufnahme, an der Tommy Ramone und Ramones-Bassist C. J. Ramone gemeinsam beteiligt waren. Im folgenden Jahr produzierte er unter seinem bürgerlichen Namen T. Erdélyi die EP WCYF von Jed Davis’ Band Collider. Am 8. Oktober 2004 trat er gemeinsam mit Elvis Ramone (Clem Burke), C. J. Ramone und Daniel Rey auf beim Ramones-Benefizkonzert zugunsten der US-Krebsforschung, „Ramones Beat on Cancer“ (deutsch: „Die Ramones schlagen den Krebs“).
In den vergangenen Jahren vollzog Erdélyi eine musikalische Stilwende vom Punkrock zur Country-Musik-Stilart Bluegrass. Unter seinem alten Künstlernamen Tommy Ramone gründete er das größtenteils akustische Instrumente spielende Duo Uncle Monk. In der Besetzung Tommy Ramone (Gesang, Gitarre, Mandoline, Fiddle, Banjo) und Claudia Tienan (Gesang, Gitarre, Bass) wurde Anfang 2006 das selbstbetitelte Album Uncle Monk veröffentlicht. Das Duo war seitdem regelmäßig in den USA auf Tournee.

### Krankheit und Tod
Tommy Ramone starb am 11. Juli 2014 in seiner Wohnung in Queens, New York City. Er erlag einer Gallengangskrebs-Erkrankung, einer sehr seltenen Krebsart.

## Ehrungen, Auszeichnungen
- Im Jahr 2002 wurde Tommy Ramone gemeinsam mit anderen Mitgliedern der Ramones in die Rock and Roll Hall of Fame aufgenommen.
- Für sein Lebenswerk erhielt er im Jahr 2011 – ebenfalls gemeinsam mit anderen Mitgliedern der Ramones – einen besonderen Grammy, den Lifetime Achievement Award der National Academy of Recording Arts and Sciences.
- Der Rolling Stone listete ihn 2016 auf Rang 70 der 100 größten Schlagzeuger aller Zeiten.[15]